# Quesada pasiega
La quesada pasiega són unes postres típiques dels Valles Pasiegos, una comarca de Cantàbria (Espanya) –especialment de localitats com Selaya, Vega de Pas, Villacarriedo i Alceda-Ontaneda– i un dels més representatius de Cantàbria, Espanya. Porta llet de vaca quallada que s'acompanya de mantega i farina de blat, ous i sucre. Se sol aromatitzar la barreja amb llimona ratllada i canyella en pols. Si hi tires de canyella s'anomena torrija pasiega (un d'Àvila i una altra de Màlaga).

## Característiques
En la preparació es barregen el sucre i la mantega i s'hi afegeix la llet quallada, la llimona i la canyella. Seguidament s'hi incorporen els ous batuts. A continuació s'hi afegeix la farina. Un cop pastat es diposita en motlles de pastís, que s'introdueixen en el forn durant una hora a 180 °C, fins que se'n dauri la superfície. Es pot servir calent o fred. Té la consistència del púding i és de sabor lleugerament dolç.